# Софіївка (Корюківський район)
Софі́ївка — село в Україні, у Сновській міській громаді Корюківського району Чернігівської області. До 2016 центр сільської ради. Населення становить 92 осіб (станом на 2001 рік). Село розташоване на півночі Корюківського району, за 11,8 кілометрів від центру громади.

## Географія
Село Софіївка лежить за 11,8 км на схід від районного центру, фізична відстань до Києва — 171,8 км.

## Історія
12 червня 2020 року, відповідно до розпорядження Кабінету Міністрів України № 730-р «Про визначення адміністративних центрів та затвердження територій територіальних громад Чернігівської області», увійшло до складу Сновської міської громади.
19 липня 2020 року, в результаті адміністративно-територіальної реформи та ліквідації Сновського району, село увійшло до складу Корюківського району.

## Населення
Станом на 1989 рік у селі проживало 137 осіб, серед них — 58 чоловіків і 79 жінок.
За даними перепису населення 2001 року у селі проживали 92 особи. Рідною мовою назвали:
| Мова       | Кількість осіб | Відсоток |
| ---------- | -------------- | -------- |
| українська | 90             | 97,83%   |
| російська  | 1              | 1,09%    |
| білоруська | 1              | 1,09%    |

## Відомі уродженці
- Корінь Антоніна Михайлівна (1948) — українська поетеса, громадський діяч, Член Національної спілки письменників України.